# Bad Zurzach
Bad Zurzach est une ancienne commune et une localité de la commune de Zurzach, située dans le district argovien de Zurzach, en Suisse.
Abritant le tombeau de sainte Vérène, elle est un lieu de pèlerinage depuis le début du Moyen Âge.

## Géographie
La ville est située sur les bords de Rhin, à une altitude de 339 mètres, face à la bourgade allemande de Rheinheim.
Le centre historique se situe à l'entrée d'une vallée qui sépare deux collines du Jura tabulaire.

## Histoire

Photo aérienne (1953).

Les fouilles archéologiques ont permis de savoir que la région était habitée autour de 3000 av. J.-C. Une agglomération celtique portant le nom de Tenedo est apparue vers 400 av. J.-C. Durant la période de l'Helvétie romaine, Tenedo fut une base fortifiée et un point de passage importants, à proximité du camp de Vindonissa (Windisch).
En 1415, les Confédérés s'emparent de l'Argovie et Zurzach appartient alors au comté de Baden. En 1798, lorsque les Français envahissent la Suisse et créent la République helvétique, Zurzach devient un chef-lieu de district dans le canton de Baden.
En 1803, à la création du canton d'Argovie, Zurzach reste chef-lieu de district.
Durant plusieurs siècles, Zurzach est un important marché, à proximité de la confluence du Rhin et de l'Aar. La foire de Zurzach (attestée pour la première fois en 1363) attirait des marchands polonais et russes commercialisant le cuir. Elle était d'une ampleur sans équivalent entre Nuremberg et Milan. Elle perd toutefois de l'importance au XIXe siècle.
La commune s'appelait Zurzach jusqu'en novembre 2006 avant de prendre le nom de Bad Zurzach.
La commune a fusionné, le 1er janvier 2022, avec les communes de Baldingen, Böbikon, Kaiserstuhl, Rekingen, Rietheim, Rümikon et Wislikofen pour former la commune de Zurzach.

## Démographie
Ci-dessous, graphique représentant l'évolution de la population de Zurzach :

## Économie
- Solvay, groupe chimique
- Triumph, lingerie et mode balnéaire
- Comadur, pierres précieuses

## Thermalisme
Le thermalisme s'est développé à partir de 1955, profitant des sources salées abondantes dans la région. Le bâtiment des thermes a été bâti en 1968-1970 par les architectes Werner et Ernst Stücheli et Theo Huggenberger.

## Transports
- Ligne ferroviaire CFF Winterthour-Waldshut
- Ligne ferroviaire CFF Baden-Zurzach

## Personnalités
- Emil Welti (1825-1899), conseiller fédéral.
- Hans Rudolf Sennhauser (1931-), archéologue médiéviste et professeur d’histoire, est né à Bad Zurzach.
- Heinrich Ursprung (1932-2024), biologiste suisse.

## Patrimoine bâti
Église Sainte-Vérène, ancienne collégiale. Cet édifice religieux remonte au  Ve siècle. Au IXe siècle, il est lié à un couvent bénédictin, puis doté avant 1265 d'un collège de chanoines qui a été supprimé en 1876. Deux églises notablement plus grandes ont succédé au sanctuaire initial. Le bâtiment actuel offre une spectaculaire antithèse entre la nef des environs de l'an 1000 et le chœur-clocher gothique élevé sans doute par des bâtisseurs strasbourgeois entre 1294 (incendie) et 1347 (consécration). À l'ouest, la nef présente une façade baroque, avec pignon à volutes. L'imposant chœur-clocher est construit en molasse rouge typique de cette région rhénane. Il est doté de hautes baies gothiques à remplages et étayé de contreforts (partiellement renouvelés en 1468). L'édifice subit une transformation baroque douce en 1732-1734 sous la conduite de l'architecte de l'Ordre teutonique Johann Caspar Bagnato, qui ajoute des chapelles, modifie les fenêtres de la nef, remplace le jubé par une grille du chœur. Le mobilier baroque comporte des autels et stalles de style Régence par Jakob Glanz en 1733. Le même artiste compose le maître-autel en 1742-1743, avec des sculptures de Joseph Wiederkehr et tableaux de Jakob Karl Stauder. 
La crypte gothique à trois nefs avec piliers cylindriques et voûtes d'arêtes à clefs richement sculptées abrite le tombeau de Sainte-Vérène. Le gisant daté 1613, copie peut-être une dalle plus ancienne.
L'église supérieure (Obere Kirche), ancienne paroissiale Sainte Marie (mixte, catholique et protestante entre 1529-1725) est aujourd'hui une salle de concert. L'édifice a souffert d'incendies en 1294 et 1471, puis a été reconstruit en 1517-1518. Plafonds ornés en 1763 de stucs dus à Lucius Gambs. Édifice sauvé en 1935 de la ruine et de l'abandon, restauré en 1996-1997. Nef et chœur polygonal plus étroit, établis sur un caveau évoquant une crypte (ossuaire),.
Église paroissiale réformée, l'une des premières églises à disposition transversale de Suisse. Ce plan illustre une architecture typiquement protestante, en opposition avec l'habituelle disposition longitudinale des églises catholiques. Édifice construit en 1716-1717 par l'architecte Matthias Vogel. Édifice oblong à angles coupés comportant sur l'axe, en façade, une tour clocher coiffée d'un bulbe. À l'intérieur, la tribune se développe sur trois côtés. Le plafond est garni de stucs à motifs d'acanthes, dans le style du stucateur de Schaffhouse, Johann Jakob Schärer. L'orgue, de Franz Joseph Remigius Bossard, 1820, provient de la collégiale, où cet instrument se trouvait jusqu'en 1884. Vitraux de 1912, par Georg Röttinger.
En face du temple réformé, ancien corps de garde (Schwertgasse 40), petit édifice classique avec portique sur colonnes doriques, élevé en 1829 selon des plans de Johann Jakob Schmid.
Zurchach comporte un grand nombre de maisons rappelant l’époque des foires : Zum Roten Haus, Zur Rose, ou encore l'auberge Zur Waag (Hauptstrasse, aujourd'hui encore hôtel), qui est l'exemple le mieux conservé de ces anciens établissements publics. L'édifice, construit en 1679, a été transformé vers 1830. La partie antérieure, côté rue, avec son pignon à redents, abrite le restaurant et la salle à manger, tandis que la partie arrière, avec ses entrepôts voûtés et ses chambres à l'étage, est desservie par une remarquable cour intérieur entourée d'une galerie sur colonnes.
Dans la même veine, l'ancienne auberge du Lion (Zum Löwen) (Pfauengasse 1) est un édifice imposant, à façades en pan-de-bois et fenêtres de la fin de l'époque gothique.
Le château (Schloss, en fait la villa Zuberbühler), est une maison de maîtres dans le style de l'historicisme élevée en 1899 pour l'industriel textile Jakob Zuberbühler. Équipement intérieur néoclassique, avec grands vitraux Jugendstil.
- Château romain et église paléochrétienne sur le Kirchlibuck
- Musée régional Höfli
- La commune de Bad Zurzach utilise le personnage de Papa Moll pour promouvoir le tourisme[4].